# Выборы организаторов чемпионата Европы по футболу 2020
Выборы организаторов чемпионата Европы по футболу 2020 состоялись 19 сентября 2014.

## Условия для принятия первенства Европы-2020

### Начальные
Евро-2020 будет вторым турниром, в финальной части которого будут играть 24 сборные. 11 декабря 2008 года исполком УЕФА начал рассматривать вопрос об изменении требований к проведению Чемпионата Европы (в частности, по поводу количества стадионов). Во время проведения Евро-2016 во Франции, матчи будут проходить на 9 стадионах, также будут зарезервированы ещё 3 стадиона.
1 июля 2009 года в УЕФА утвердили первоначальные требования для принятия Евро. Согласно решению исполкома УЕФА, страна-хозяйка должна была бы приготовить 2 стадиона вместимостью не менее 50 тысяч зрителей, 3 стадиона вместимостью не менее 40 тысяч зрителей и 4 стадиона вместимостью не менее 30 тысяч зрителей. В документах фигурировали 19 дополнительных пунктов по оснащению стадионов, а также ещё 200 минимальных требований для оснащения инфраструктуры, аэропортов, гостиниц и так далее.

### Итоговые
25 января 2013 Исполком УЕФА объявил, что матчи пройдут в 13 городах Европы, которые будут выбраны позднее. К городам-хозяевам УЕФА предъявил следующие требования:
- В 12 городах пройдут по четыре матча: три игры группового этапа и один матч плей-офф. В 13-м городе пройдут встречи полуфинала и финала[3].
- Страна имеет право заявить только один город с одним стадионом.
- Стадион должен иметь вместимость не менее 50 тысяч для групповых матчей и одной восьмой финала, не менее 60 тысяч для четвертьфинала и не менее 70 тысяч для полуфиналов и финала. В крайнем случае два стадиона вместимостью не менее 30 тысяч мест могут получить право на групповые матчи или матчи одной восьмой финала. Строительство ещё не готовых стадионов должно начаться к 2016 году.
- На групповом этапе в одну группу попадут не более двух сборных, чьи страны принимают чемпионат Европы: каждая сборная, чья страна будет принимать матчи, сыграет как минимум две игры на родном стадионе в групповом этапе (однако не факт, что сборная будет играть матчи плей-офф на родном поле).
- Стадионы для группового этапа будут разделены на несколько зон так, чтобы время перелёта из одного города в другой (касательно отдельной группы) не превышало двух часов.
- Команда-участница имеет право выбирать место проживания на время чемпионата где угодно.
- В городе-хозяине должны быть не менее двух аэропортов или хотя бы один аэропорт с двумя терминалами, что необходимо для удобства болельщиков[4].

В мае 2013 года президент УЕФА Мишель Платини заявил, что будет учитывать пожелания жителей тех городов, в которых ранее не проводились матчи чемпионата Европы.

## План выбора организаторов
21 марта 2012 УЕФА объявил, что процесс подачи заявок будет начат, если более чем одна страна проявит соответствующий интерес до 15 мая 2012 года, а в случае подачи только одной заявки инициаторы этой самой заявки и будут объявлены хозяевами турнира. 16 мая в УЕФА сообщили, что сразу несколько стран подтвердили свой интерес, однако процесс отбора заявок не остановился на этом: право на подачу заявок было предоставлено всем членам УЕФА. Последним сроком было названо 30 июня 2012.
| Этап   | Дата                | Содержание этапа                                                 |
| ------ | ------------------- | ---------------------------------------------------------------- |
| Первый | 21 марта 2012       | Отправление предложений о принятии чемпионата                    |
| Первый | 15 мая 2012         | Последний срок для регистрации заявки                            |
| Второй | 30 июня 2012        | УЕФА объявил расписание оставшейся части процесса подачи заявок. |
| Второй | Июль / декабрь 2012 | УЕФА проведет обсуждения со всеми ассоциациями                   |
| Второй | Декабрь 2012        | Решение о том, что ЕВРО 2020 должен проводиться по всей Европе   |
| Второй | Декабрь 2012        | Обнародование УЕФА правил подачи заявок                          |
| Второй | Сентябрь 2013       | Последний срок подачи заявок УЕФА                                |
| Второй | 19 сентября 2014    | Оглашение городов-хозяев                                         |

## Первоначальный список кандидатов

### Подтверждённые
Официально в УЕФА пришли заявки на проведение Евро-2020 от следующих стран:
- Шотландия,  Ирландия и  Уэльс. Ирландия и Шотландия ранее безуспешно пытались принять Евро-2008. Уэльс впервые участвует в борьбе за принятие Евро.[9] Изначально заявка подавалась только от Шотландии и Уэльса, однако опасаясь недостатка стадионов (на турнире сыграют 24 сборные), в заявку включили и Ирландию[10].
- Грузия и  Азербайджан[11]. Грузия ранее не принимала участие в борьбе за какой-либо турнир, однако благодаря инициативе Президента Грузии Михаила Саакашвили подала заявку[12]. Азербайджан ранее подавал заявку на Евро-2012 но выбыл в первом же раунде. В мае 2012 решил сконцентрироваться на борьбе за Олимпиаду в Баку и вынужден был снять заявку[13], однако после вылета кандидатуры Баку вернулся в борьбу за Евро[14][15].

### Отказавшиеся от борьбы
- Бельгия[16] и  Нидерланды[17]. Совместно проводили чемпионат Европы 2000 года и боролись совместно чемпионат мира 2018 года. Поддержку заявки готов был оказать лично премьер-министр Ив Летерм, однако бельгийцы не успели оформить все документы, а голландцы откровенно испугались конкуренции со стороны Турции[18]. Однако Нидерланды планируют подать заявку на Евро-2024.[19]
- Болгария (или  Румыния[20]) и  Венгрия[21]. Венгрия неудачно боролась за Евро-2008 (в одиночку) и Евро-2012 (с Хорватией). Споры по поводу того, с кем будет сотрудничать Венгрия, затянулись, и в итоге никто не пришёл к компромиссу. Румыния, однако, планирует побороться с Венгрией за Евро-2024[22].
- Босния и Герцеговина,  Хорватия и  Сербия[23]. Босния и Хорватия как независимые страны неудачно боролись за Евро-2008, а Хорватия с Венгрией безуспешно боролись за Евро-2012. Сербия и Хорватия с учётом достижений Югославии уже принимала подобный турнир в 1976 году (матчи проходили в Белграде и Загребе). Попытки договориться о совместном проведении турнира не увенчались успехом из-за напряжённых отношений и финансовых проблем[24].
- Россия. Ранее боролась за Евро-2008 и Евро-2012, но не доходила даже до финального раунда голосования. Завоевала право на проведение чемпионата мира 2018, что и вынудило отказаться от заявки на Евро-2020 (её планировалось подать в случае неудачи).
- Эстония и  Латвия. Не участвовали ранее в борьбе за чемпионат Европы. Эстония сняла заявку в надежде получить Евро-2024.
- Турция. Ранее совместно с Грецией пыталась получить Евро-2008, а затем безуспешно боролась отдельно за Евро-2012 и Евро-2016. После трёх неудачных попыток изначально прекратила подачу заявок, однако впоследствии раздумала[25][26] и всё же подала заявку[27]. Официально сняла заявку после изменения правил проведения турнира[28].

### Планировавшие, но не подавшие
В Интернете приводились противоречивые данные о кандидатах на проведение чемпионата Европы, поскольку официально УЕФА не утверждала сроки подачи заявок, составления заявочных книг и визитов в страны-кандидаты. Так или иначе, но желание принять чемпионат Европы высказывали хотя бы один раз следующие страны:
- Англия и  Шотландия. Англия уже проводила чемпионат мира 1966 года и чемпионат Европы 1996 года, а также неудачно боролась за чемпионат мира 2018 года. Группы независимых активистов в Шотландии призывали подать заявку (как индивидуальную, так и совместную[29]). Однако на фоне скандала с выборами хозяев чемпионатов мира по футболу 2018 и 2022 годов Англия проигнорировала эти предложения.
- Албания и  Греция. Греция совместно с Турцией безуспешно пыталась принять Евро-2008. Попытка принятия Евро-2020 могла бы разрешить политические проблемы между Албанией и Грецией, однако сказавшийся экономический кризис заставил закрыть этот проект.
- Беларусь и  Литва. Ранее не принимали участия в борьбе за Евро. Несколько любительских сайтов, созданных энтузиастами в поддержку Евро-2020, не оправдали ожидания любителей футбола. К тому же экономический кризис сильно задел Литву, а Белоруссия не планировала подавать заявку в одиночку.
- Германия. Успешно принимала Евро-1988, а также чемпионаты мира 1974 и 2006 годов[30]. Предложение о проведении турнира впервые высказал президент Немецкого футбольного союза Вольфганг Нирсбах[31], однако в Германии большой поддержки оно не встретило. 27 апреля 2012 Вольфганг Нирсбах заявил о том, что Германия не будет подавать заявку, ибо хочет дать шанс небольшим странам.
- Дания,  Норвегия,  Финляндия,  Швеция. Опыт проведения турниров имеет Швеция как хозяйка Евро-1992. Ранее они совместно пытались принять Евро-2008, но их заявку не приняли. Безуспешной была и попытка принять Евро-2016.
- Испания и  Португалия. Испания принимала первенство Европы в 1964 году и чемпионат мира в 1982 году, а Португалия была хозяйкой чемпионата Европы 2004. Ходили слухи о подаче совместных или индивидуальных заявок, но дальше разговоров дело не продвинулось.
- Италия и  Словения. Италия принимала первенство Европы 1968 года, а также чемпионаты мира 1934 и 1990 годов. Словения даже в составе Югославии не принимала матчи Евро-1976. Попытка перетянуть на свою сторону Хорватию[32] не увенчалась успехом, и в итоге Италия не успела подать заявку.
- Чехия и  Словакия. Чехия ранее пыталась подать совместную заявку с Австрией на Евро-2008, но в последний момент уступила место Швейцарии. Словакия ранее не участвовала в борьбе за принятие Евро[33]. В итоге дальше громких заявлений дело не продвинулось.

## Изменение на всеевропейский формат турнира
30 июня 2012, на пресс-конференции за день до финала ЕВРО 2012, президент УЕФА Мишель Платини высказал идею о том что, несмотря на то, что турнир проводился в одной или несколькими странами, ЕВРО 2020 может быть распределен между «12 или 13 городами» по всей Европе. УЕФА уже использует похожую систему в отборочных турнирах к чемпионатам Европы среди юношей до 17 и 19 лет, где матчи в каждой группе проводятся в разных странах.
Так как чемпионат Европы будет расширен с 16 до 24 команд, начиная с ЕВРО 2016, половина из квалифицировавшихся команд будет сеяными и служить местом проведения матчей. 12 сеяных команд — по две в каждой группе — будут принимать у себя матчи группового этапа и 1/8 финала. Четвертьфиналы будут сыграны в нейтральных городах, а полуфиналы и финал будут сыграны в 13 городе.
6 декабря 2012 УЕФА постановил, что ЕВРО 2020 будет проведен в различных городах по всей Европе. Такое решение исполкома вызвано целым рядом обстоятельств: в 2020 году чемпионату Европы по футболу исполнится 60 лет, а возросшее с 16 до 24 команд число участников накладывает дополнительную нагрузку на организаторов. Этот шаг поможет тем странам, которые не имеют стадионов современного международного уровня, построить необходимую инфраструктуру.

## Заявки городов на принятие чемпионата

### Города, проявившие интерес
В списке претендентов изначально назывались 13 городов: Амстердам, Афины, Базель, Берлин, Брюссель, Загреб, Лиссабон, Лондон, Мадрид, Москва, Париж, Рим и Стамбул. Со временем список изменился: кандидатур стало больше, но некоторые города из начального списка отказались от участия. На середину сентября 2013 года, официально свои пожелания выразил 21 город: Санкт-Петербург, Киев, Донецк, Минск, Баку, Стамбул, Лондон, Бильбао, Лион, Амстердам, Базель, Брюссель, Прага, Будапешт, Белград, София, Глазго, Кардифф, Дублин, Лиссабон и Порту. 20 сентября в УЕФА подтвердили заявки от 32 стран-членов ФИФА на проведение игр. Города подавали заявки на проведение игр по пакетам: стандартному пакету (групповой этап и четвертьфиналы) и финальному пакету (полуфиналы и финал) — каждая страна могла выдвинуть не более двух городов (один на стандартный пакет и один на финальный пакет). Звёздочкой (*) отмечены те страны, в которых ранее не проводились финальные игры чемпионатов Европы.
| Заявки на стандартный и финальный пакет - Бельгия - Брюссель — Новый национальный стадион (60,000) - Англия - Лондон — Уэмбли (90,000) - Германия - Мюнхен — Альянц-Арена (67,812) - Испания - Мадрид — Эстадио Ла Пейнета (20,000, расширение до 70,000) - Барселона — Корнелья-Эль Прат (40,500) - Бильбао — Сан-Мамес Баррия (53,332) - Валенсия — Ноу Месталья (75,100; строится) - Уэльс* - Кардифф — Миллениум (74,500) Заявки только на финальный пакет - Турция* - Стамбул — Олимпийский стадион Ататюрка (76,092) - Украина - Киев — НСК Олимпийский (70,050) для полуфинала/финала Заявки на стандартный пакет - Армения* - Ереван — Раздан (53,849) - Азербайджан* - Баку — Бакинский олимпийский стадион (68,000; строится) - Беларусь* - Минск — Трактор (расширение до 33,000) - Болгария* - София — Васил Левски (43,230) - Хорватия* - Загреб — Новый национальный стадион (55,000) - Чехия* - Прага — Новый национальный стадион (30,000) - Дания* - Копенгаген — Паркен (38,065) - Финляндия* - Хельсинки — Хельсинкский олимпийский стадион (37,500) - Франция - Лион — Стад де Люмьер (61,556) | - Греция* - Афины — Олимпийский стадион Спироса Луиса (69,618) - Венгрия* - Будапешт — Новый стадион имени Ференца Пушкаша (предположительно 65,000). - Ирландия* - Дублин — Авива (51,700) - Израиль* - Иерусалим — Тедди (расширение до 50,000) - Италия - Рим — Стадио Олимпико (72,698) - Милан — Сан-Сиро (80,018). - Казахстан* - Астана — Астана Арена (30,000) - Северная Македония* - Скопье — Национальная арена «Филипп II Македонский» (33,460) - Нидерланды - Амстердам — Йохан Кройф Арена (53,052; расширение до 65,000) - Польша - Польша — Национальный стадион имени Казимежа Гурского (58,145) - Хожув — Шлёнски (54,477) - Португалия - Лиссабон — Эштадиу да Луш (65,647) - Порту — Драган (50,399) - Румыния* - Бухарест — Национальный стадион (55,600) - Россия* - Санкт-Петербург — Стадион «Санкт-Петербург» (69,500) - Шотландия* - Глазго — Хэмпден Парк (52,063) - Сербия - Белград — Црвена звезда (55,538) или новый национальный стадион - Швеция - Сольна, Стокгольм — Friends Arena (50,000) - Швейцария - Базель — Санкт-Якоб Парк (38,512) - Украина - Донецк — Донбасс Арена (52,518) |

### Финальные заявки
25 апреля в УЕФА подтвердили заявки от 19 стран-членов ФИФА на проведение игр чемпионата. Города подавали заявки на проведение игр по пакетам: стандартному пакету (групповой этап и четвертьфиналы) и финальному пакету (полуфиналы и финал) — каждая страна могла выдвинуть не более двух городов (один на стандартный пакет и один на финальный пакет). Звёздочкой (*) отмечены те страны, в которых ранее не проводились финальные игры чемпионатов Европы.
| Страна      | Город             | Стадион                                  | Вместимость                                  | Пакет матчей                   |
| ----------- | ----------------- | ---------------------------------------- | -------------------------------------------- | ------------------------------ |
| Англия      | Лондон            | Стадион Уэмбли                           | 90,000                                       | Финальный и стандартный пакеты |
| Германия    | Мюнхен            | Альянц Арена                             | 67,812 (планируется расширение до 75,000)    | Финальный и стандартный пакеты |
| Азербайджан | Баку              | Олимпийский стадион                      | 68,000 (строится)                            | Стандартный пакет              |
| Белоруссия  | Минск             | Новый стадион                            | 35,000                                       | Стандартный пакет              |
| Бельгия     | Брюссель          | Новый стадион                            | 50,000 — 60,000                              | Стандартный пакет              |
| Болгария    | София             | Стадион Васил Левски                     | 43,230                                       | Стандартный пакет              |
| Венгрия     | Будапешт          | Новый стадион                            | 65,000                                       | Стандартный пакет              |
| Дания       | Копенгаген        | Стадион Паркен                           | 38,065                                       | Стандартный пакет              |
| Израиль     | Иерусалим         | Стадион Тедди                            | 34,000 (планируется расширение до 50,000)    | Стандартный пакет              |
| Ирландия    | Дублин            | Стадион Авива                            | 51,700                                       | Стандартный пакет              |
| Испания     | Бильбао           | Стадион Сан-Мамес                        | 53,332                                       | Стандартный пакет              |
| Италия      | Рим               | Олимпийский стадион                      | 72,698                                       | Стандартный пакет              |
| Македония   | Скопье            | Национальная арена Филипп II Македонский | 33,460                                       | Стандартный пакет              |
| Нидерланды  | Амстердам         | Йохан Кройф Арена                        | 53,052 (планируется расширение до 55-56,000) | Стандартный пакет              |
| Россия      | Санкт-Петербург   | Стадион «Санкт-Петербург»                | 69,500                                       | Стандартный пакет              |
| Румыния     | Бухарест          | Национальный стадион                     | 55,600                                       | Стандартный пакет              |
| Швеция      | Сольна, Стокгольм | Фрэндс Арена                             | 50,000                                       | Стандартный пакет              |
| Шотландия   | Глазго            | Хэмпден Парк                             | 52,063                                       | Стандартный пакет              |
| Уэльс       | Кардифф           | Стадион «Миллениум»                      | 74,500                                       | Стандартный пакет              |

## Процедура голосования
Перед встречей Исполнительного комитета УЕФА члены исполкома, чьи ассоциации не подавали заявки на проведение ЕВРО-2020, 18 сентября обсудят и ратифицируют распределение заявок на шесть-восемь географических зон.
Система региональных зон, в каждую из которых будут входить как минимум два города, обеспечит проведение матчей ЕВРО-2020 по всей Европе.
Процедура голосования будет состоять из четырёх этапов:
- На первом этапе определится ассоциация/город, где пройдет финал и полуфиналы.
- На втором этапе состоится голосование за четыре ассоциации/города, где пройдет по одному четвертьфиналу и три матча группового этапа.
- На третьем этапе станет известна одна ассоциация/город из каждой географической зоны, не выбранная на первых двух этапах (они примут по одному матчу 1/8 финала и по три встречи группового этапа).
- На четвёртом этапе станут известны оставшиеся ассоциации/города, которые примут по одному матчу 1/8 финала и по три встречи группового этапа.[91]

## Список стадионов и городов проведения ЕВРО 2020
| Финал и полуфиналы         |
| Лондон                     |
| -------------------------- |
| Уэмбли Вместимость: 90,000 |
|                            |

| Европа                                                                                                  | Европа                                  | Европа                                  | Европа                                  |
| Четвертьфиналы и игры группового раунда                                                                 | Четвертьфиналы и игры группового раунда | Четвертьфиналы и игры группового раунда | Четвертьфиналы и игры группового раунда |
| Мюнхен                                                                                                  | Баку                                    | Санкт-Петербург                         | Рим                                     |
| --- | --------------------------------------- | --------------------------------------- | --------------------------------------- |
| Альянц Арена                                                                                            | Олимпийский стадион                     | Стадион «Санкт-Петербург»               | Олимпийский стадион                     |
| Вместимость: 67,812 (увеличение до 75,000)                                                              | Вместимость: 65,000 (строительство)     | Вместимость: 70,000                     | Вместимость: 72,700                     |
| |                                         |                                         |                                         |
| Брюссель Копенгаген Лондон Бильбао Мюнхен Будапешт Дублин Рим Амстердам Бухарест Санкт-Петербург Глазго |                                         |                                         |                                         |
| 1/8 и игры группового раунда                                                                            |                                         |                                         |                                         |
| Копенгаген                                                                                              | Бухарест                                | Амстердам                               | Дублин                                  |
| Паркен                                                                                                  | Национальный стадион                    | Йохан Кройф Арена                       | Авива                                   |
| Вместимость: 38,130                                                                                     | Вместимость: 55,600                     | Вместимость: 51,300                     | Вместимость: 51,700 (строительство)     |
| |                                         |                                         |                                         |
| Бильбао                                                                                                 | Будапешт                                | Брюссель                                | Глазго                                  |
| Сан Мамес                                                                                               | Новый стадион                           | Новый стадион                           | Хэмпден Парк                            |
| Вместимость: 53,332                                                                                     | Вместимость: 65,000 (строительство)     | Вместимость: 50,000 — 60,000 (отменено) | Вместимость: 52,103                     |
| |                                         |                                         |                                         |